# Dyngslamfluga
Dyngslamfluga (Eristalinus sepulchralis) är en tvåvingeart som först beskrevs av Carl von Linné 1758.  Dyngslamfluga ingår i släktet slamflugor, och familjen blomflugor. Arten är reproducerande i Sverige. Inga underarter finns listade i Catalogue of Life.

## Bildgalleri

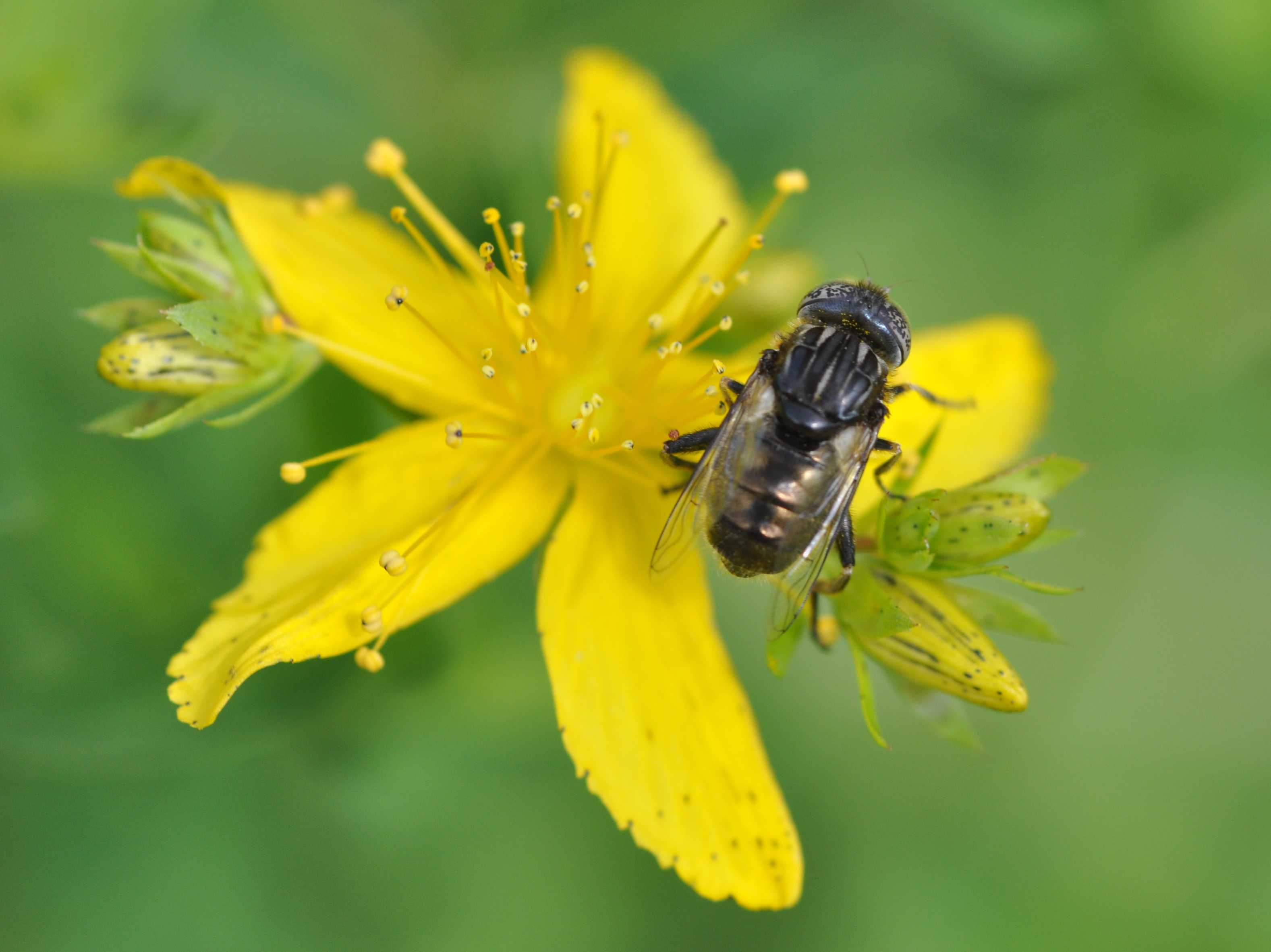
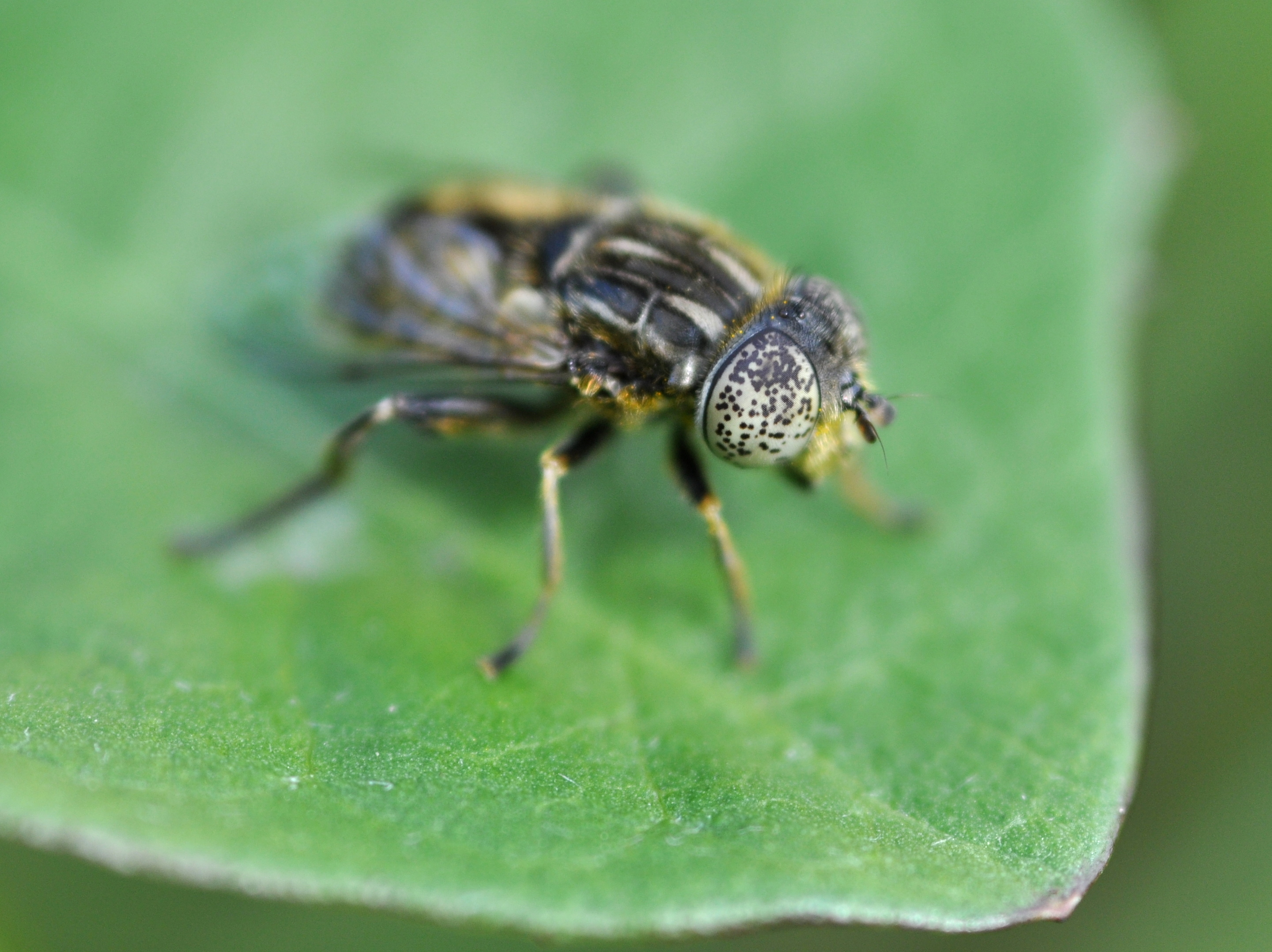
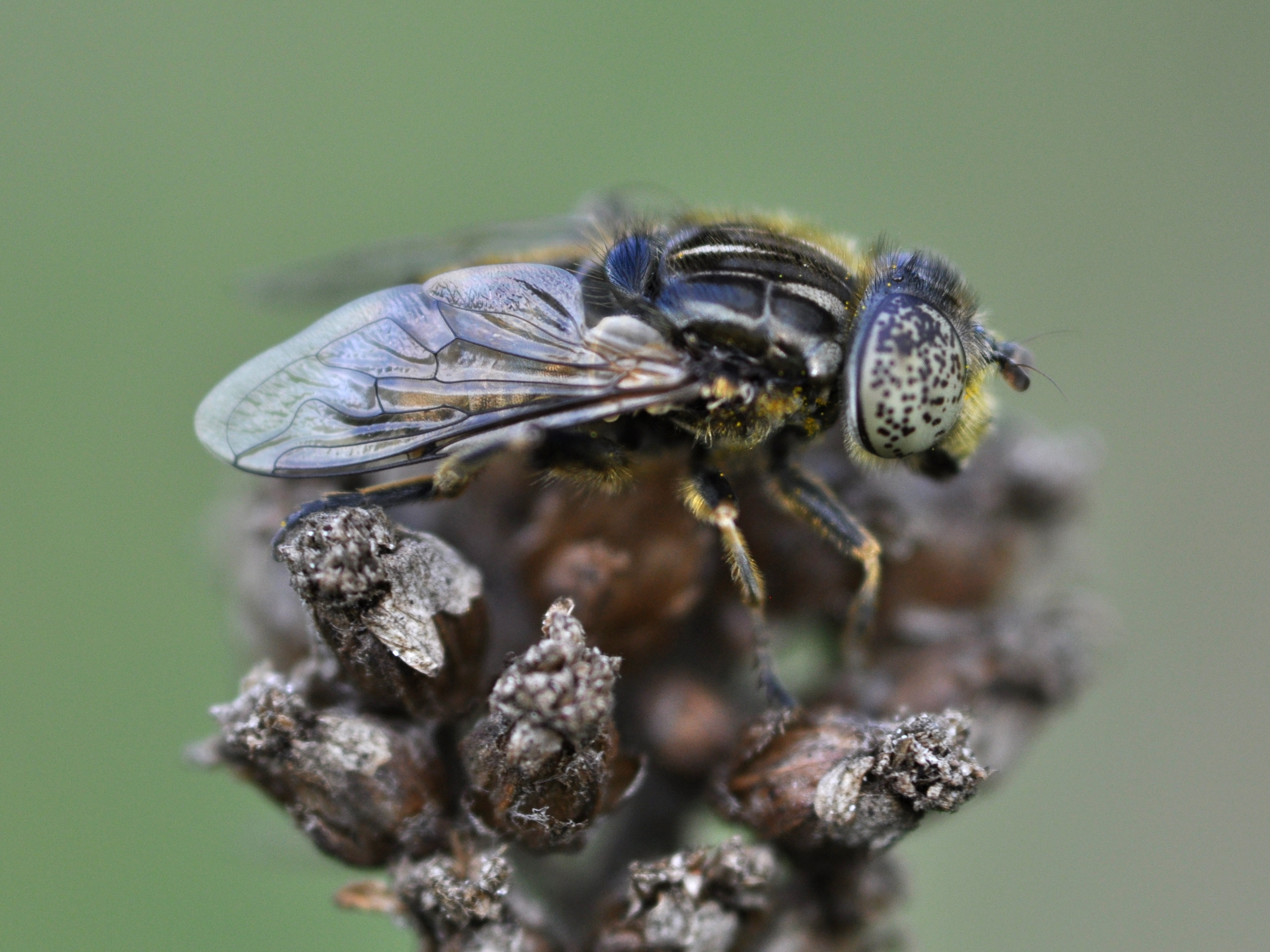
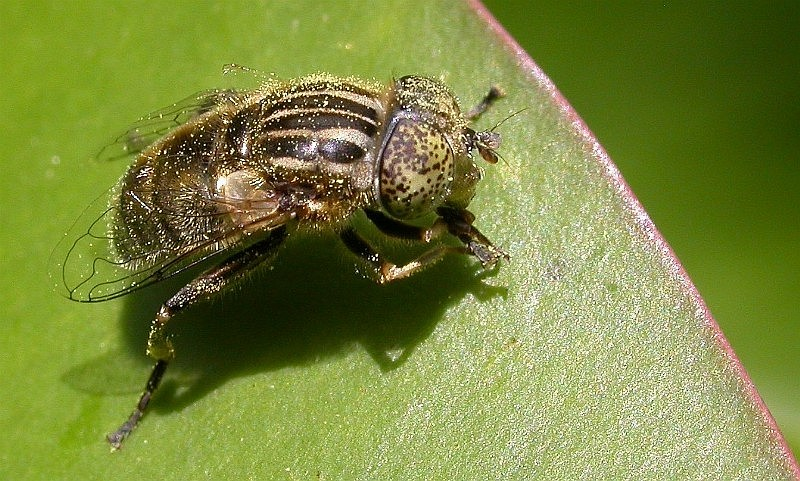
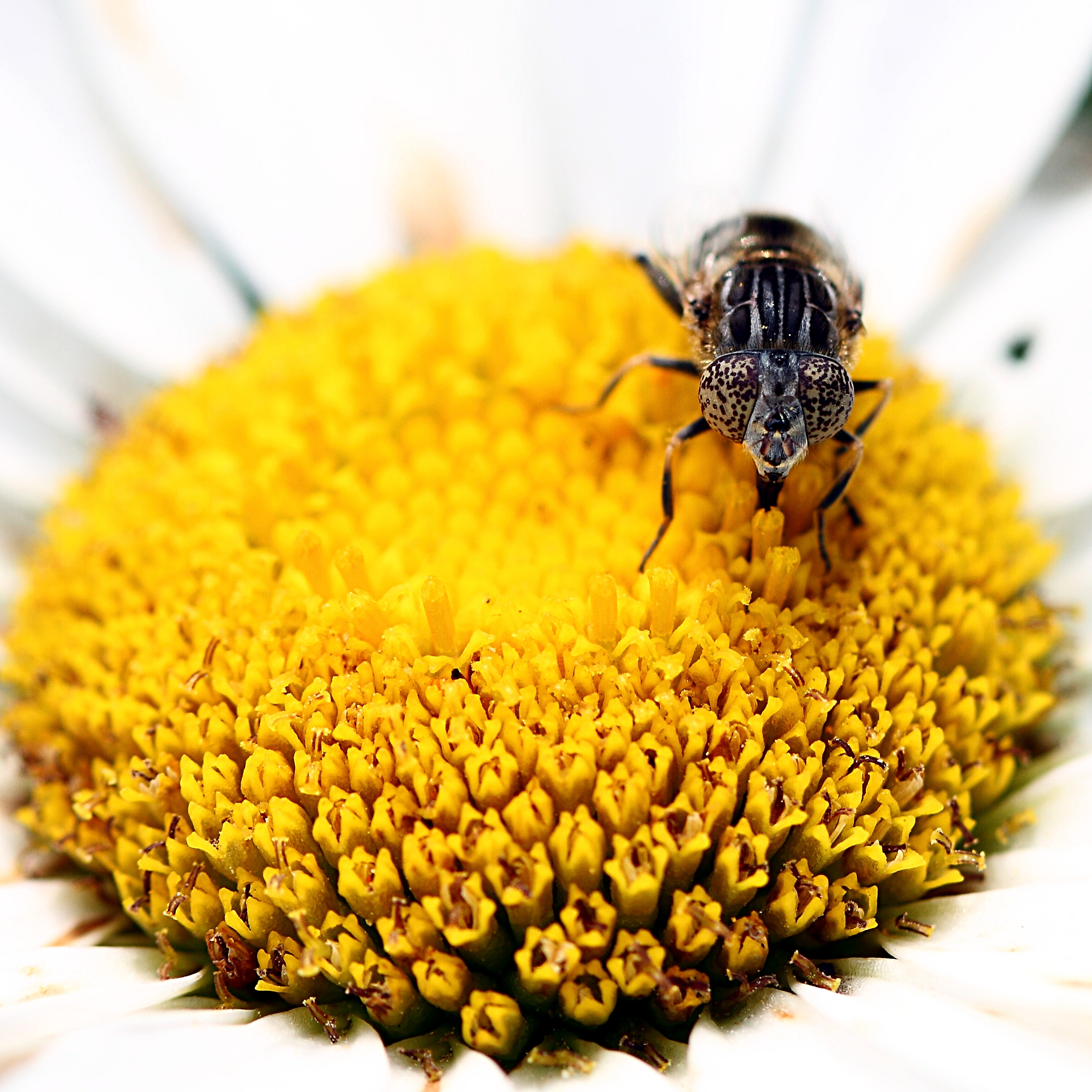